# Liban Abdulahi
Liban Abdiaziz Abdulahi (Haarlem, 2 novembre 1995) è un calciatore somalo con cittadinanza olandese, centrocampista dell'Ajax Amateurs.

## Carriera

### Club
Dopo un periodo nelle giovanili di varie squadre olandesi, nel 2014 viene tesserato dal Volendam, dove dell'arco di una stagione non viene impiegato. Così, nel 2015 firma con il Telstar, dove rimane fino al 2018, militando per un triennio nella seconda divisione olandese. Nel 2018 viene acquistato dal De Graafschap, formazione dell'Eredivisie. Tuttavia, a causa di un infortunio, è costretto a saltare l'intera stagione. Nell'agosto 2019 viene ceduto allo Jönköpings Södra, club della seconda divisione svedese, che nel mese di dicembre lo svincola. Dopo oltre un anno da svincolato, si trasferisce a parametro zero al Koninklijke HFC, società militante nella terza divisione olandese. Nel marzo 2021 si accasa al Þór, nella seconda divisione islandese.

### Nazionale
Nato nei Paesi Bassi da genitori somali, il 7 dicembre 2019 ha esordito con la nazionale somala giocando l'incontro pareggiato per 0-0 contro il Gibuti, valido per la Coppa CECAFA 2019.

## Statistiche

### Presenze e reti nei club
Statistiche aggiornate al 27 marzo 2022.
| Stagione            | Squadra          | Campionato      | Campionato | Campionato | Coppe nazionali | Coppe nazionali | Coppe nazionali | Coppe continentali | Coppe continentali | Coppe continentali | Altre coppe | Altre coppe | Altre coppe | Totale | Totale |
| Stagione            | Squadra          | Comp            | Pres       | Reti       | Comp            | Pres            | Reti            | Comp               | Pres               | Reti               | Comp        | Pres        | Reti        | Pres   | Reti   |
| ------------------- | ---------------- | --------------- | ---------- | ---------- | --------------- | --------------- | --------------- | ------------------ | ------------------ | ------------------ | ----------- | ----------- | ----------- | ------ | ------ |
| 2014-2015           | Volendam         | EED             | 0          | 0          | CO              | 0               | 0               |                    | -                  | -                  |             | -           | -           | 0      | 0      |
| 2015-2016           | Telstar          | EED             | 11         | 0          | CO              | 1               | 0               |                    | -                  | -                  |             | -           | -           | 12     | 0      |
| 2016-2017           | Telstar          | EED             | 34         | 3          | CO              | 2               | 1               |                    | -                  | -                  |             | -           | -           | 36     | 4      |
| 2017-2018           | Telstar          | EED             | 1          | 0          | CO              | 0               | 0               |                    | -                  | -                  |             | -           | -           | 1      | 0      |
| Totale Telstar      | Totale Telstar   | Totale Telstar  | 46         | 3          |                 | 3               | 1               |                    | -                  | -                  |             | -           | -           | 49     | 4      |
| 2018-2019           | De Graafschap    | ED              | 0          | 0          | CO              | 0               | 0               |                    | -                  | -                  |             | -           | -           | 0      | 0      |
| ago.-dic. 2019      | Jönköpings Södra | S1              | 3          | 0          | CS              | 1               | 0               |                    | -                  | -                  |             | -           | -           | 4      | 0      |
| set. 2020-mar. 2021 | Koninklijke HFC  | 2D              | 4          | 0          | CO              | 1               | 0               |                    | -                  | -                  |             | -           | -           | 5      | 0      |
| 2021                | Þór              | 1D              | 16         | 1          | CI              | 1               | 0               |                    | -                  | -                  |             | -           | -           | 17     | 1      |
| Totale carriera     | Totale carriera  | Totale carriera | 59         | 4          |                 | 6               | 1               |                    | -                  | -                  |             | -           | -           | 65     | 1      |

### Cronologia presenze e reti in nazionale
| Cronologia completa delle presenze e delle reti in nazionale ― Somalia | Cronologia completa delle presenze e delle reti in nazionale ― Somalia | Cronologia completa delle presenze e delle reti in nazionale ― Somalia | Cronologia completa delle presenze e delle reti in nazionale ― Somalia | Cronologia completa delle presenze e delle reti in nazionale ― Somalia | Cronologia completa delle presenze e delle reti in nazionale ― Somalia | Cronologia completa delle presenze e delle reti in nazionale ― Somalia | Cronologia completa delle presenze e delle reti in nazionale ― Somalia |
| Data                                                                   | Città                                                                  | In casa                                                                | Risultato                                                              | Ospiti                                                                 | Competizione                                                           | Reti                                                                   | Note                                                                   |
| ---------------------------------------------------------------------- | ---------------------------------------------------------------------- | ---------------------------------------------------------------------- | ---------------------------------------------------------------------- | ---------------------------------------------------------------------- | ---------------------------------------------------------------------- | ---------------------------------------------------------------------- | ---------------------------------------------------------------------- |
| 7-12-2019                                                              | Kampala                                                                | Gibuti                                                                 | 0 – 0                                                                  | Somalia                                                                | Coppa CECAFA 2019 - 1º turno                                           | -                                                                      | 59’ 79’                                                                |
| 9-12-2019                                                              | Kampala                                                                | Uganda                                                                 | 2 – 0                                                                  | Somalia                                                                | Coppa CECAFA 2019 - 1º turno                                           | -                                                                      | 60’                                                                    |
| 15-12-2019                                                             | Kampala                                                                | Eritrea                                                                | 0 – 0                                                                  | Somalia                                                                | Coppa CECAFA 2019 - 1º turno                                           | -                                                                      | 60’                                                                    |
| 15-6-2021                                                              | Gibuti                                                                 | Gibuti                                                                 | 1 – 0                                                                  | Somalia                                                                | Amichevole                                                             | -                                                                      | 90+2’                                                                  |
| 20-6-2021                                                              | Doha                                                                   | Oman                                                                   | 2 – 1                                                                  | Somalia                                                                | Coppa araba FIFA 2021 - Turno preliminare                              | -                                                                      | 65’                                                                    |
| 23-3-2022                                                              | Dar es Salaam                                                          | Somalia                                                                | 0 – 3                                                                  | eSwatini                                                               | Qual. Coppa d'Africa 2023                                              | -                                                                      |                                                                        |
| Totale                                                                 |                                                                        | Presenze                                                               | 6                                                                      |                                                                        | Reti                                                                   | 0                                                                      |                                                                        |